# Uzon
Uzon (románul Ozun, németül Usendorf) falu Romániában, Erdélyben, Kovászna megyében.

## Fekvése
Sepsiszentgyörgytől 9 km-re délkeletre, a Feketeügy jobb partján fekszik.

## Története
1332-ben Uzun néven említik először. Területe ősidők óta lakott. A Feketeügy teraszán bronzkori telep nyomaira bukkantak. 1612-ben a szászok dúlták fel, 1704-ben a labancok a faluval együtt porig égették, 1706-ban a kurucok ostromolták. A faluban 1717 és 1719 között pestisjárvány pusztított. 1764-ben itt eskették fel a császár iránti hűségre a bevonuló székely határőröket, ettől kezdve zászlóalj parancsnoki székhely lett. 1810-ben vásártartási joga volt. 1738-ban a vártemplomot földrengés rongálta meg. Az 1802. évi az újabb földrengés után 1819-ben lebontották, mai temploma 1829-re lett készen. Harangtornya 1844-ben épült a régi kaputorony helyén. Védőfalait 1901-ben lebontották. Az uzoni csatában esett el 1849. július 2-án Gábor Áron honvédőrnagy, a székely tüzérség parancsnoka. 1910-ben 1777 lakosa volt. A trianoni békeszerződésig Háromszék vármegye Sepsi járásához tartozott. 1992-ben 2714 lakosából 2431 magyar, 266 román, 10 cigány, 3 német. 2002-ben az egész községnek (a falvakkal együtt) 4575 lakosa volt, ebből 4025 (88%) magyar, 529 (11,5%) román.

## Látnivalók

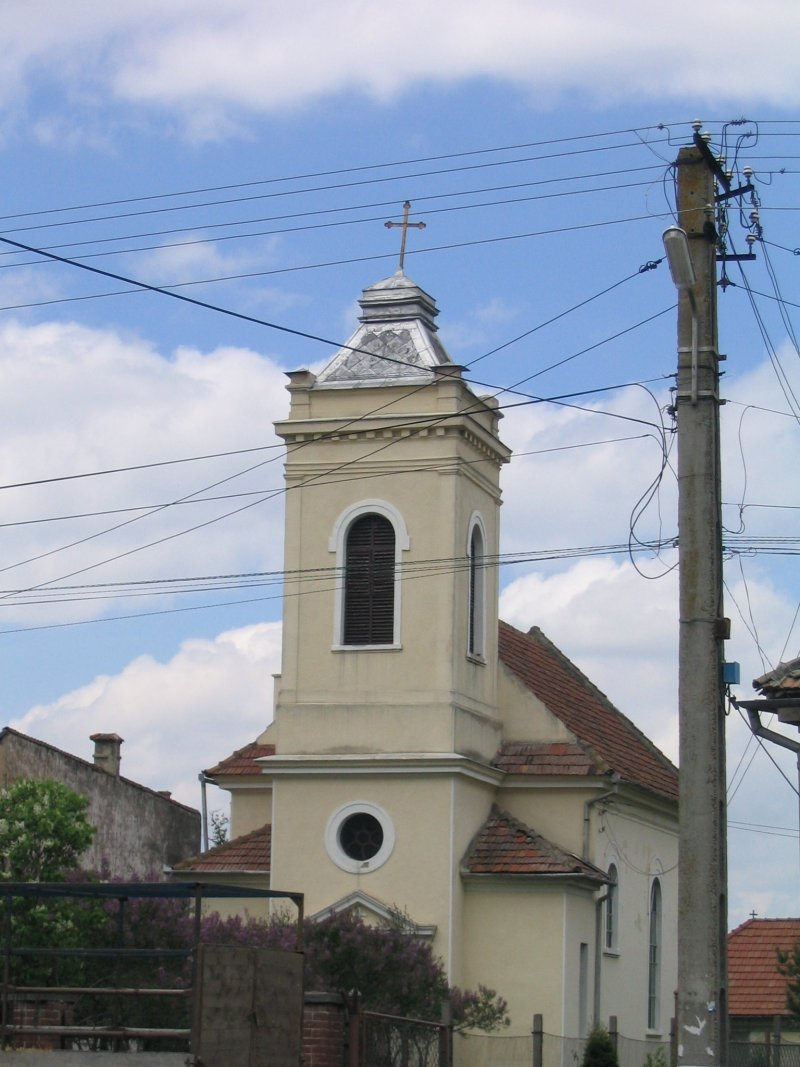
Katolikus templom

- Református vártemploma középkori 13. századi eredetű, 15. század végi átépítéssel.
- Római katolikus temploma 1918-1922  közt épült.[3]
- Ortodox temploma 1830-ban épült.
- A Mikes-kastély 1755 körül épült, elődjét a Béldi-udvarházat már 1544-ben említik. A kastélyt a 20. század elején átalakították.
- A falu szélén az egykori huszárlaktanya 18. századi épülete áll.
- Pünkösti-udvarház (épült:  1810 körül). Jelenleg itt  van a községi könyvtár.
- Gidófalvi-udvarház
- Temesváry-udvarház  a 19. század végi eklektika egyetlen képviselője
- Dankó-ház (épült: 1835)
- Györbíró-ház (épült:  1838)
- Tarcsi-ház (épült: 1826)

## Híres emberek
- Innen származik az uzoni gróf Béldi család, melynek számos neves tagja született itt.
- Itt született 1871-ben Erdélyi Lajos nyelvész.
- Itt született 1888-ban Kováts Benedek magyar pedagógus és író.
- Itt született 1927-ben Beke György író, műfordító, újságíró.
- Itt született 1950-ben Veres István újságíró, műfordító.
- Uzoni Jankó Boldizsár, 18. századi református egyházi író;
- Uzoni Fosztó István (1729-1777), unitárius lelkész, történetíró;
- Uzoni Béldi Mátyás (1707-1804) latin nyelvű elégiaszerző;
- D. Veres Jenő (1882-1968) református lelkipásztor, egyházi író, szerkesztő és műfordító;
- Kovács Benedek (1888-1975) tanár, író, műfordító;
- Kelemen Lajos (1888-1968) a Bukaresti Magyarság című újság társszerkesztője;
- Pünkösti Gergely (1820-1912), 1848–49 béli őrnagy;
- Pünkösti Pál (1804-1868) őrnagy  a 8. huszárezredben;
- Pünkösti Ferenc (1835–1898), református pap, személyesen fogadhatta a községbe érkező Jókait és róla készített fényképfelvételt Orbán Balázs, amikor Uzonnal és környékével ismerkedett.
- Pünkösthy László (1912–1948) mártírhalált halt vezérkari százados volt.

## Testvértelepülései
- Alsótold
- Csorvás
- Fácánkert
- Mezőhegyes
- Nagykáta
- Sarichioi
- Tolna
- Végegyháza